# Lakhdaria
Lakhdaria là một đô thị thuộc tỉnh Bouira, Algérie. Dân số thời điểm năm 2002 là 52.723 người.